# Gallia Club Olympique Bihorellais
Pour les articles homonymes, voir Gallia Club.
 (29 mars 2019).
Maillots
Le Gallia Club Olympique Bihorellais est un club de football de Bihorel qui dispute le championnat de 1ere division district (départemental 1) dans le département de Seine-Maritime.

## Historique
Le GC Bihorel, fondé en 1920 remplace l'Association sportive de Bihorel (fondée en 1909). En 1924, le club fusionne avec celui de Bois-Guillaume. Après la guerre, il accède à la Promotion d'honneur puis à la division d'honneur en 1951 disputant un finale de Coupe de Normandie en 1948 perdue 0-1 face au SPN Vernon. En 1959, le club opère une nouvelle fusion avec les Cheminots de Rouen et devient le GCBCR (Gallia Club de Bihorel Cheminots Rouen).   
C'est en 1967, sous l'impulsion de Jacques Deneboude, adjoint aux sports de Bihorel, que tous les clubs sportifs de la ville se regroupent pour former le GCOB. Dans cette nouvelle association "Omnisports", la Gallia Football est la section la plus ancienne. En 1979, il accède à la division d'honneur et dispute en 1984 une finale de Coupe de Normandie perdue 1-2 face à l'AM Neiges.  
En 1986, champion de Division d'honneur, il accède à la Division 4 (Groupe B) et y reste deux saisons avant de revenir en Division d'honneur. En 2000, il dispute une nouvelle Finale de Coupe de Normandie, mais s'incline aux tirs au but face au Pacy Vallée d'Eure Football. Remportant le championnat de Division d'honneur en 2001, il joue en CFA 2 (groupe A) pendant deux saisons. De retour en division d'honneur en 2004, il termine vice-champion l'année suivante mais ne parvient pas à remonter en division nationale, échouant lors des barrages face à Changé lès Laval (2-2) et Saint Omer (0-0).
La section football quittera le GCOB le 21 mai 2012, pour devenir indépendante dans l'optique d'une nouvelle fusion avec son voisin du FUSC Bois-Guillaume (toujours attendu à ce jour), et prendra le nom de Gallia Club Olympique Bihorellais.
En 2017, le président du club Francis Rossi met un terme à sa responsabilité au sein de l'association, et le club passe sous la tutelle de David Ollivier.
Le club sera relégué en Régional 3 à la fin de l'exercice 2021/2022 malgré une 10e place obtenue (sur 13 clubs) dû à la réforme des championnats.
Cette relégation sera suivie d'une nouvelle relégation en Départementale 1 à l'issue de la saison 2022-2023. 
Lors de l'assemblée générale de septembre 2023, David Ollivier décide de laisser sa place à un nouveau président: c'est Kévin Delval qui sera élu pour reprendre la direction du club à l'occasion de la saison 2023-2024. 

## Palmarès
- DH Haute-Normandie (2)
  - Champion : 1986, 2001
  - Vice-champion : 1990, 2005
- PH Haute-Normandie (1)
  - Champion : 1979
  - Vice-champion : 1950, 1974
- Coupe de Normandie
  - Finaliste : 1948, 1984, 2000

## Joueurs emblématiques
Bertrand Cozic, milieu offensif et attaquant, a évolué au club de 1998 à 1999 et de 2000 à 2002, avant de partir faire carrière en Angleterre (Team Bath, Cheltenham Town, Northampton Town, Exeter...).
Aldo Angoula (Boulogne sur Mer, Evian TG et Châteauroux), défenseur central, a évolué au club lors des saisons 2002 à 2005.